# 氯代亚氨基四氟化钼
氯代亚氨基四氟化钼是一种无机化合物，化学式为ClNMoF4。它可由MoCl3(N3S2)和稀释的氟气反应制得，它也可由MoNCl3和氟反应得到。它和四氢呋喃（THF）反应，可以得到MoF4(NCl)(THF)，并在THF中缓慢转化为MoO2F2(THF)2。它和氟化钠在15-冠-5（15-C-5）存在下于乙腈中反应，可以得到黄色的[Na(15-C-5)][MoF5(NCl)]。